# Naha-te
Naha-te (那覇手? Okinawianska: Naafa-dii) är det japanska namnet på en av de tre à fyra "ursprungliga" grundstilar av karate som utvecklades på Okinawa under påverkan av kampsport i Kina på 1800-talet. Naha-te har sitt namn efter nuvarande huvudstaden Naha på ögruppen Ryūkyūs huvudö, och avser grundstilen såsom den utfördes i trakten däromkring. De övriga är främst Shuri-te och Tomari-te. 

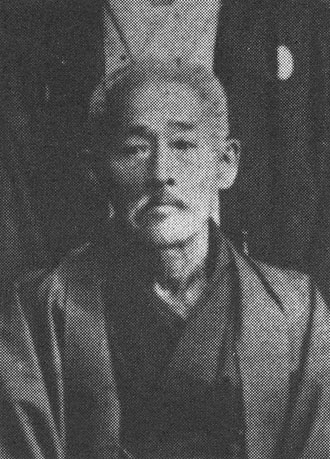
Higashionna Kanryō, skapare av grundstilen Naha-te.

Naha-te fortsatte att ta form tills den fick sin slutliga utformning på 1880-talet av Higashionna Kanryō. Ett par andra framstående mästare är Miyagi Chōjun och Mabuni Kenwa. Av dagens stora skolor har Naha-te främst influerat Gōjū-ryū och via Shōrei-ryū även Shitō Ryū. 

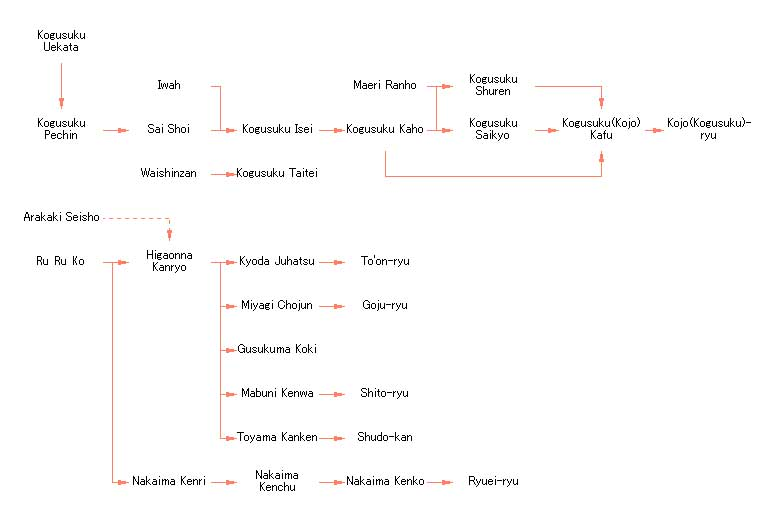
Naha-tes genealogi

## Utmärkande drag
I Naha-te tränar man med korta och vridfixerade ställningar, lugn och kontrollerad andning, fokuserade, cirkulära och förhållandevis korta tekniker. 
Några viktiga kata:
- Sanchin
- Saifā
- Seienchin
- Shisōchin
- Seipai
- Seisan